# 材料曝露実験装置
国際宇宙ステーション材料曝露実験（こくさいうちゅうステーション ざいりょう ばくろじっけん、英語：Materials International Space Station Experiment、略称：MISSE）とは、宇宙環境曝露実験（宇宙空間での曝露実験）の一つであり、国際宇宙ステーション (ISS) を利用して行われる材料曝露実験の一つである。
実験対象とする材料を宇宙空間にて長期間曝露（剥き出しでさらす）状態に置き、劣化等受ける影響を調査することを目的として、国際宇宙ステーションの外側に実験装置を取り付けて行われる。日本語名称に決まったものはまだ見当たらず、国際宇宙ステーション利用 材料曝露実験、材料曝露実験などとも呼ばれる。
MISSE計画はアメリカ航空宇宙局 (NASA)、民間企業、アメリカ国防総省などによる低軌道 (LEO)、静止軌道、惑星間空間などでのミッションに用いられている、または、将来用いられる材料や部品の性能、安定性、長期間にわたる耐久性などの評価を行っている。68カ月間低軌道にあった後、1990年に回収された Long Duration Exposure Facility (en. LDEF) では、宇宙機の多くの材料や部品が厳しい宇宙環境に曝された。地球の低軌道で最も多く見られる核種である原子状酸素は合成樹脂や一部の金属との反応性が高く、激しく侵食する。大気圏というフィルターがないために紫外線もまた強烈である。放射線は多くの合成樹脂や塗装を劣化させ、曇らせる。宇宙の真空もまた、多くの物質の物理特性を変化させる。宇宙塵やスペースデブリとの衝突も、宇宙空間に曝されたあらゆる物質にダメージを与え得る。これらすべての複合効果が宇宙機に及ぼす影響は、宇宙でしか研究することができない。
MISSEは、STS-76（アトランティス）でミールのドッキングモジュール外部に取り付けられ、1年以上後にSTS-86（en. アトランティス）で回収された Mir Environmental Effects Payloads (MEEP) の直接的な後継者である。

## 材料実験
MISSE計画でテストされた試料は、1,508種類に及ぶ。試料はスイッチやセンサー、反射鏡といった部品から重合体、被膜、複合材料のような材料まで広範囲に渡る。また種子や胞子、評価済みの様々なタイプのバクテリアなどのような生物由来の物質もある。ミッションで使用される各種の材料は、選ばれる前にまずそれぞれ実験室内でテストされなければならない。最後のテストが宇宙環境への曝露である。実験室では一度に一つの特定の環境を再現することしかできないが、宇宙では一度にすべての環境に晒すことができる。MISSEは新しい材料を試すだけではなく、通信衛星の太陽電池を早期に故障させてしまうような、既に使用されている材料に関する問題にも取り組んでいる。より長い寿命が期待される新世代の太陽電池もテストされることになる。
MISSEでは人工衛星の吸熱と放熱を左右する被膜（コーティング）材についてもテストする。宇宙の敵対的な環境は、使用されている被膜の有効寿命を縮める。宇宙においてより安定性が高く、より長い有効寿命を持つと期待される新しい被膜もテストされることになる。MISSEは、有人火星探査の大きな問題である、惑星間空間における高エネルギー宇宙線から乗組員を保護する手段についても取り組むことになる。軽量化されたシールドの新しいコンセプトがMISSEでテストされる。太陽帆や、インフレータブルな大型の反射鏡やレンズなどのために超軽量な薄膜構造が計画されている。微少な宇宙塵がそれらの材料に衝突した場合の効果についても研究される。

## MISSEの展開状況
ミッションに選ばれた試料はスーツケース状のPEC (Passive Experiment Containers) に入れられる。PECはISSとの輸送に用いられる。それらは船外活動によってISS外部の実験装置の固定場所か手摺に取り付けられた後、フタを開いて試料を曝露させる。曝露期間中に船外活動が行われる場合、もし機会があればMISSEの試料の劣化の様子が写真撮影する。曝露期間を終えた後は、MISSEは展開された時と逆の手順で回収される。MISSEには時間の経過、またはサンプルに何らかの変化が生じた時点を記録するために、能動的および受動的な計測装置が備えられている。地上へ帰還した後、試料の劣化状況の評価や曝露の影響を測定するためのテストが行われる。これらのテストによって、材料物質が宇宙空間に耐えられるほど強靭かどうかが判断される。
本来の計画では、MISSE-1と2は一年間、MISSE-3および4は三年間展開されることになっていた。コロンビア号空中分解事故によってスペースシャトル艦隊が活動休止を余儀なくされたことにより、これらの計画は変更を求められた。MISSE-1と2は三年間、MISSE-3と4は一年間行われることになった。

### MISSE-1 / MISSE-2

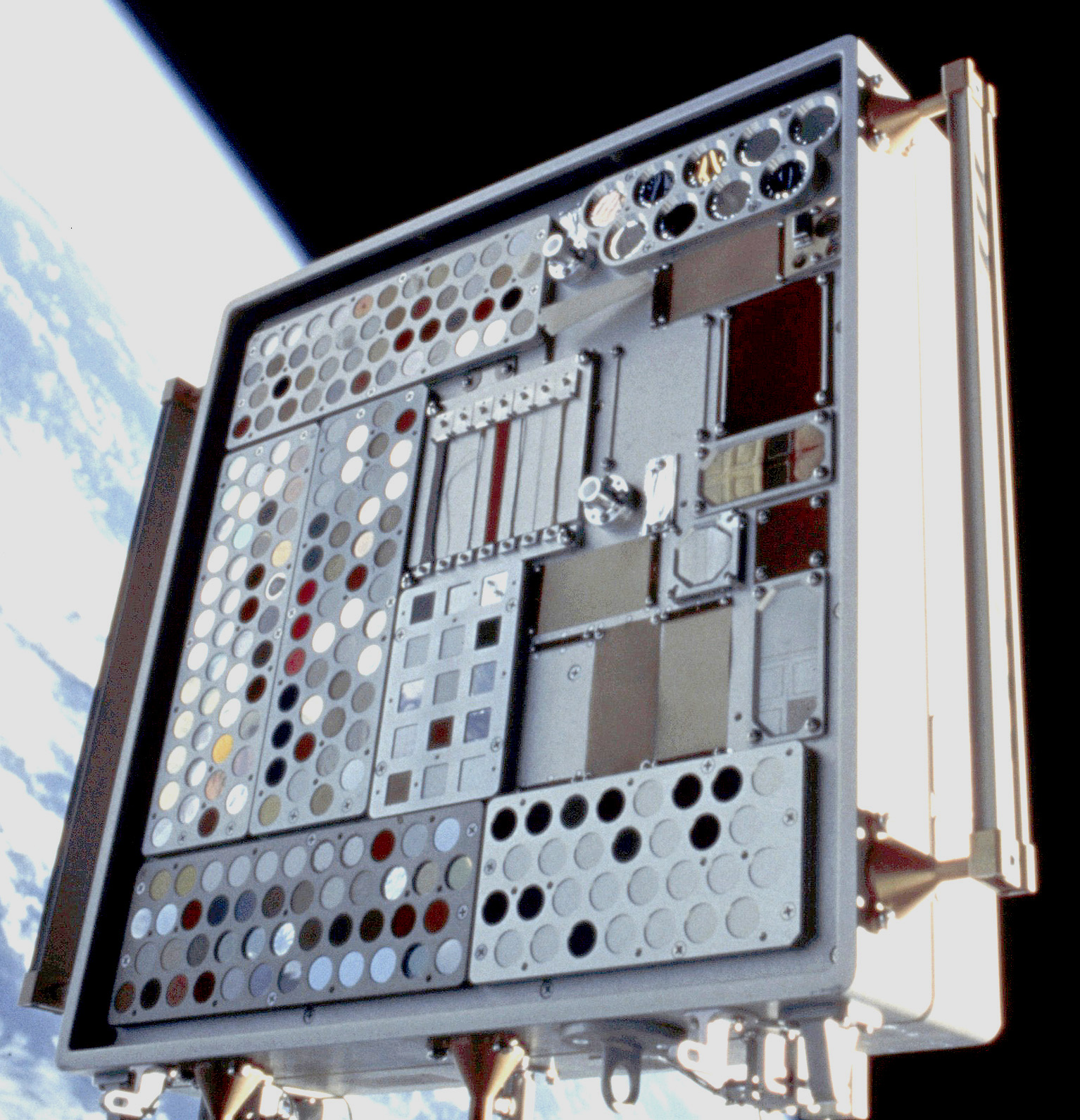
MISSE-2

1番目と2番目の実験装置セットは、910種類の様々な材料のサンプルを積んで、2001年8月10日にSTS-105（ディスカバリー）で打ち上げられた。それらはクエストと高圧ガスタンクの手摺に取り付けられた。
2005年7月30日に、STS-114（ディスカバリー）の最初の船外活動で両方の実験装置は回収された。

### MISSE-3 / MISSE-4

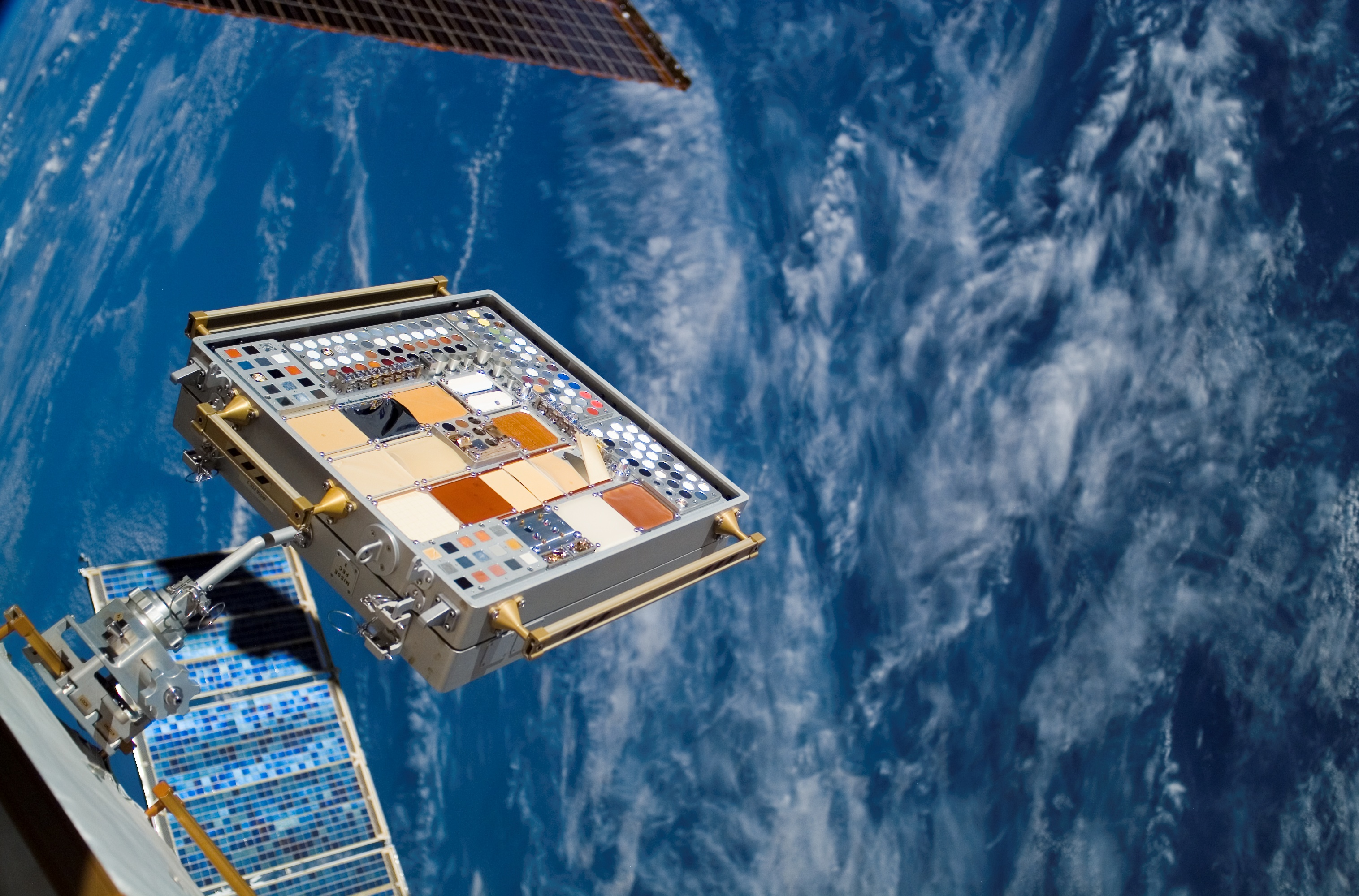
STS-118ミッション中に回収されるMISSE-3

3番目と4番目の実験装置セットは、875種類のサンプルを積んで、2006年8月3日にSTS-121（ディスカバリー）で打ち上げられた。第13次長期滞在のクルーによって、MISSE-3は高圧ガスタンクの一つに、MISSE-4はクエストの外側に取り付けられた。1年後の2007年8月18日、STS-118（エンデバー）の4回目の船外活動によってそれらは回収された。
MISSE-3と4にはおよそ800万粒のバジリコの種子が積まれ、宇宙科学への興味をかきたてるためにそれらを子供たちに配ることで教育目的にも役立った。

### MISSE-5

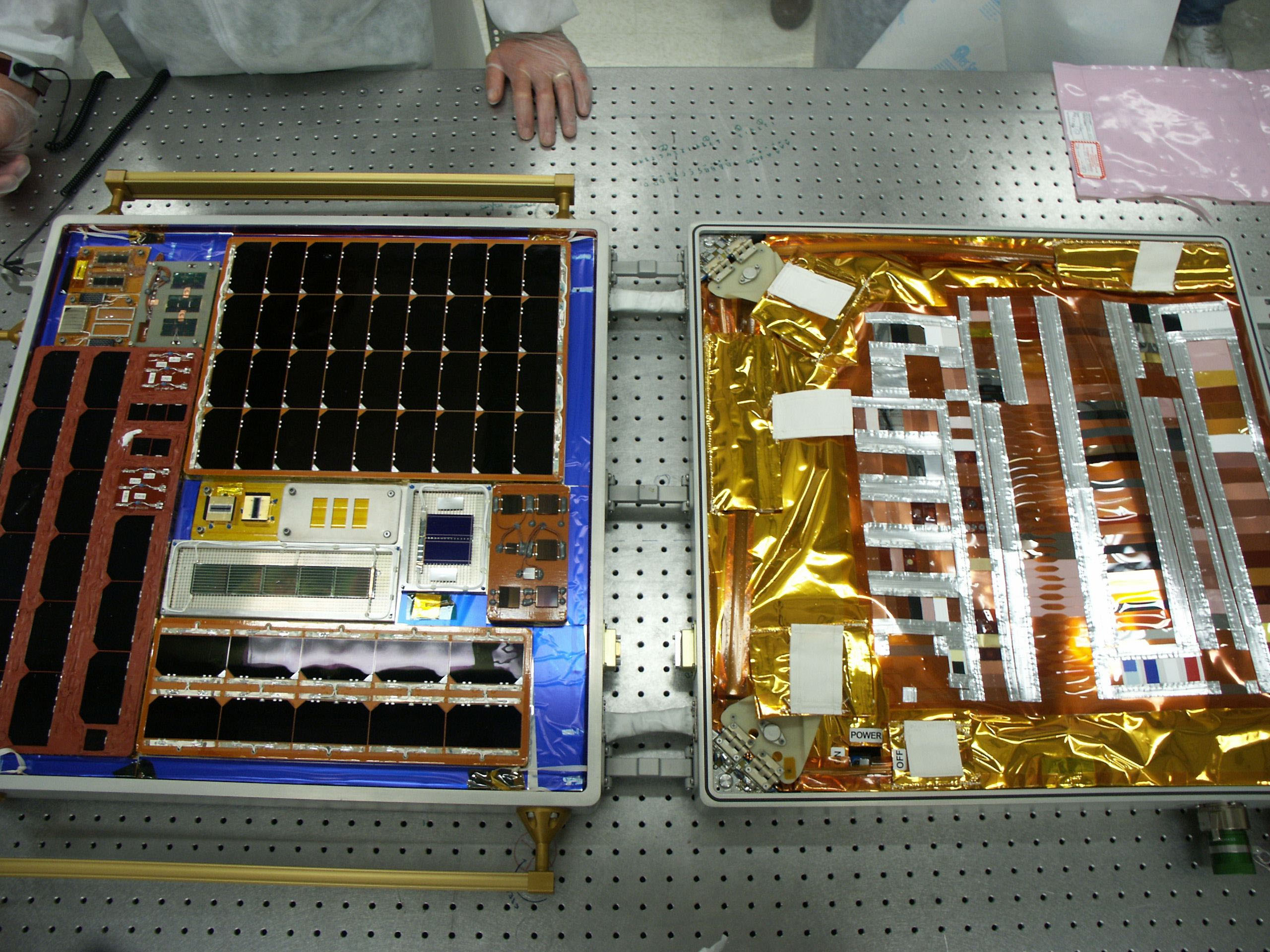
打ち上げ前のMISSE-5。左はFTCSE、右は屈曲性材料サンプルを取り付けた金の熱遮蔽膜で覆われたPcSat-2。

5番目の実験装置セットは、254種類のサンプルを積んで、2005年7月26日にSTS-114（ディスカバリー）で打ち上げられた。P6トラスに取り付けられ、1年後の2006年9月15日にSTS-115（アトランティス）の3回目の船外活動で回収された。
MISSE-5は3つの研究課題を含んでいた。実験の一つは将来の宇宙機で使用するための36種類の太陽電池の性能試験で、FTSCE (Forward Technology Solar Cell Experiment) と呼ばれていた。2番目の課題は200種類以上の曲げ伸ばしできる材料の宇宙環境での劣化を測定することだった。3番目の実験はPCSat2 that provided a communications system and tested the Amateur Satellite Service off-the-shelf solution for telemetry command and control に関係していた。MISSE-5はMISSEシリーズで最初の能動的実験だった。電力を必要とし、また地上とPCSat2との間で盛んに交信が行われた。

### MISSE-6
6番目の実験装置セットはMISSE-6aおよび6bと呼ばれ、400種類以上のサンプルを積んで2008年3月13日にSTS-123（エンデバー）で打ち上げられた。3回目の船外活動でコロンバス外部のペイロード設置施設に取り付けられたが、最初はケースがしっかりと固定できなかったが、5回目の船外活動で取り付けられた。MISSE-6a/6bは、STS-128で回収された。

### MISSE-7
7番目の実験装置セットMISSE-7aおよび7bは、STS-129で運ばれて、エクスプレス補給キャリア(ELC-2)上に取り付けられ、STS-134で回収された。

### MISSE-8
MISSE-8はSTS-134で運ばれ、MISSE-7を回収した後のELC-2に設置された。また、STS-135ではMISSE-8 ORMatE-IIIが同様に設置された。

## MISSEに関連する組織
MISSE計画はラングレー研究所によって運営される cooperative endeavor である。関連する組織にはジョンソン宇宙センター、マーシャル宇宙飛行センター、グレン研究センター、アメリカ空軍調査研究所の材料研究部門、そしてファントムワークスが含まれる。スペースシャトル・ISS・MISSEの調整ははアメリカ空軍の Space Shuttle and ISS Payload Integration Directorate によって行われる。